# Завоевание Муху крестоносцами
Завоевание Муху крестоносцами

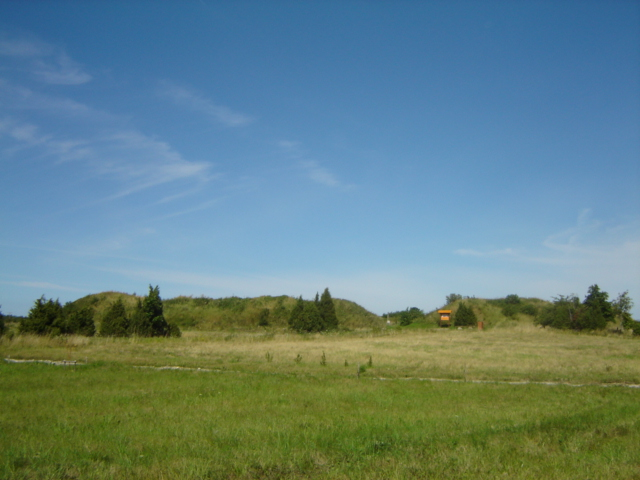
Остатки крепости Муху

В январе 1227 года, во время сильного ледостава на Балтийском море, по приказу папского легата Вильгельма Моденского была собрана армия крестоносцев. Согласно Хронике Ливонии, войско численностью около 20 000 человек пересекло замёрзшее устье реки Пярну и направилось к острову Муху. Из-за скользкого льда переход занял девять дней.
Когда крестоносцы подошли к крепости, местные жители согласились принять христианство и предложили заключить мир. Однако армия красного креста отклонила это предложение, началась осада. Первая попытка штурма была отражена защитниками, вооружёнными копьями и камнями. Осаждающие применили осадные машины, включая орудийную башню, и начали подкоп под крепостную стену.
Спустя шесть дней осады крепость была захвачена. Согласно источникам, имущество жителей было конфисковано, а крепость уничтожена путём поджога.